# Platja des Coll Baix
Platja des Coll Baix ist ein Kieselstrand an der Nordküste der spanischen Baleareninsel Mallorca. Er befindet sich im Nordosten der Gemeinde Alcúdia nahe dem Cap de Menorca auf der Halbinsel Victòria. Der 220 Meter lange und 50 Meter breite Strand liegt in einer naturbelassenen Umgebung.

## Lage und Beschreibung
Die Platja des Coll Baix ist Teil des 11,984 km² großen Naturgebiets von besonderem Wert (Àrea natural d’especial interès – ANAI) Nummer 4, La Victoria (Alcúdia), nach dem Naturraumgesetz (ANAI / ARIP) zum Schutz des Bodens vor Verbauung, und einer besonderen Vogelschutzzone (Zona d’especial protecció per a les aus – ZEPA) entsprechend der Vogelschutzrichtlinie 79/409/EWG der Europäischen Union. Nächstgelegene Siedlungen sind das 2,5 Kilometer westlich des Strandes befindliche Bonaire und das an Port d’Alcúdia östlich anschließende Alcanada 3,2 Kilometer im Südwesten. Der Hauptort der Gemeinde, die Kleinstadt Alcúdia, liegt etwas über 5 Kilometer entfernt.

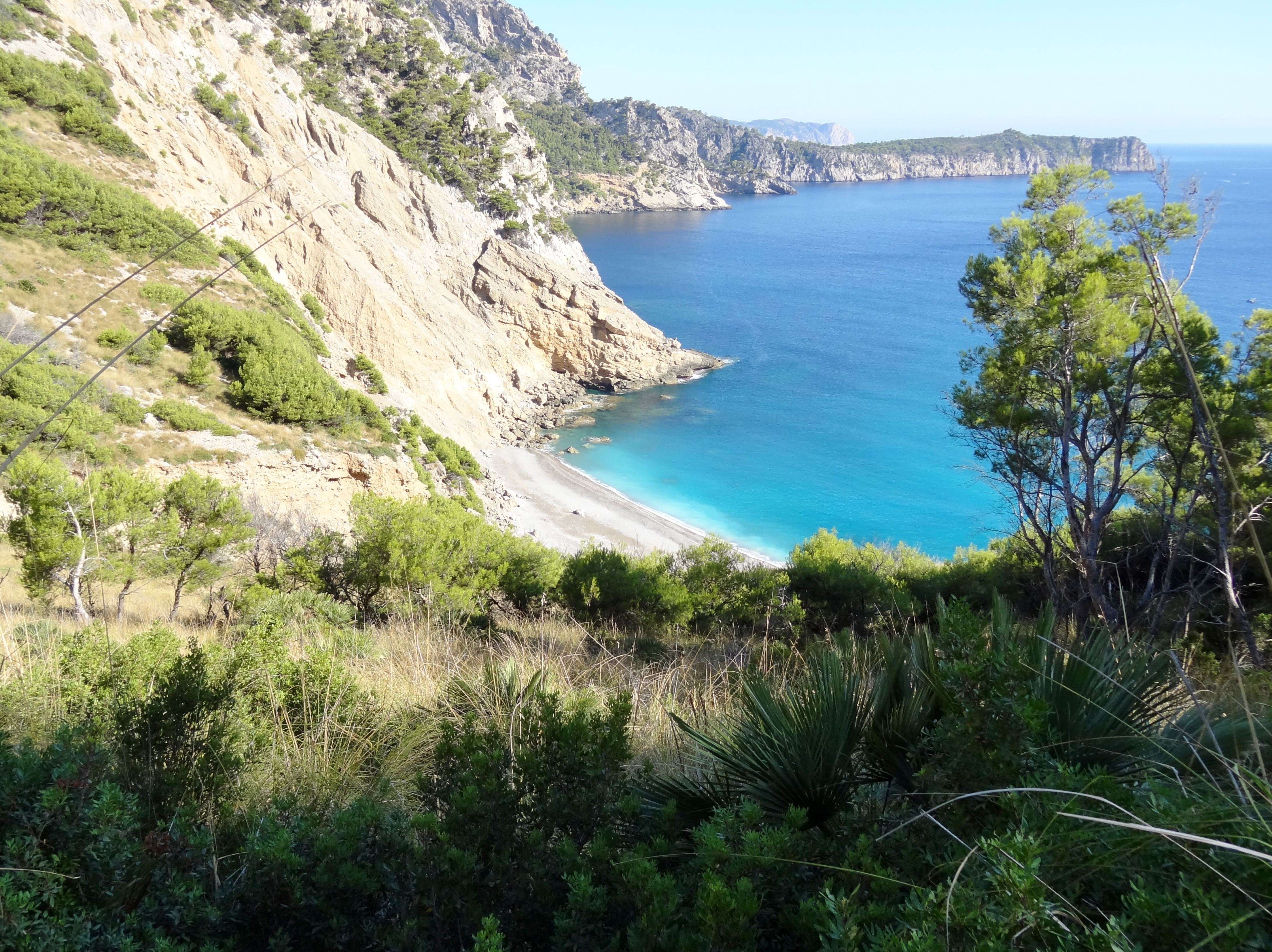
Strand von Coll Baix vom Zugangsweg

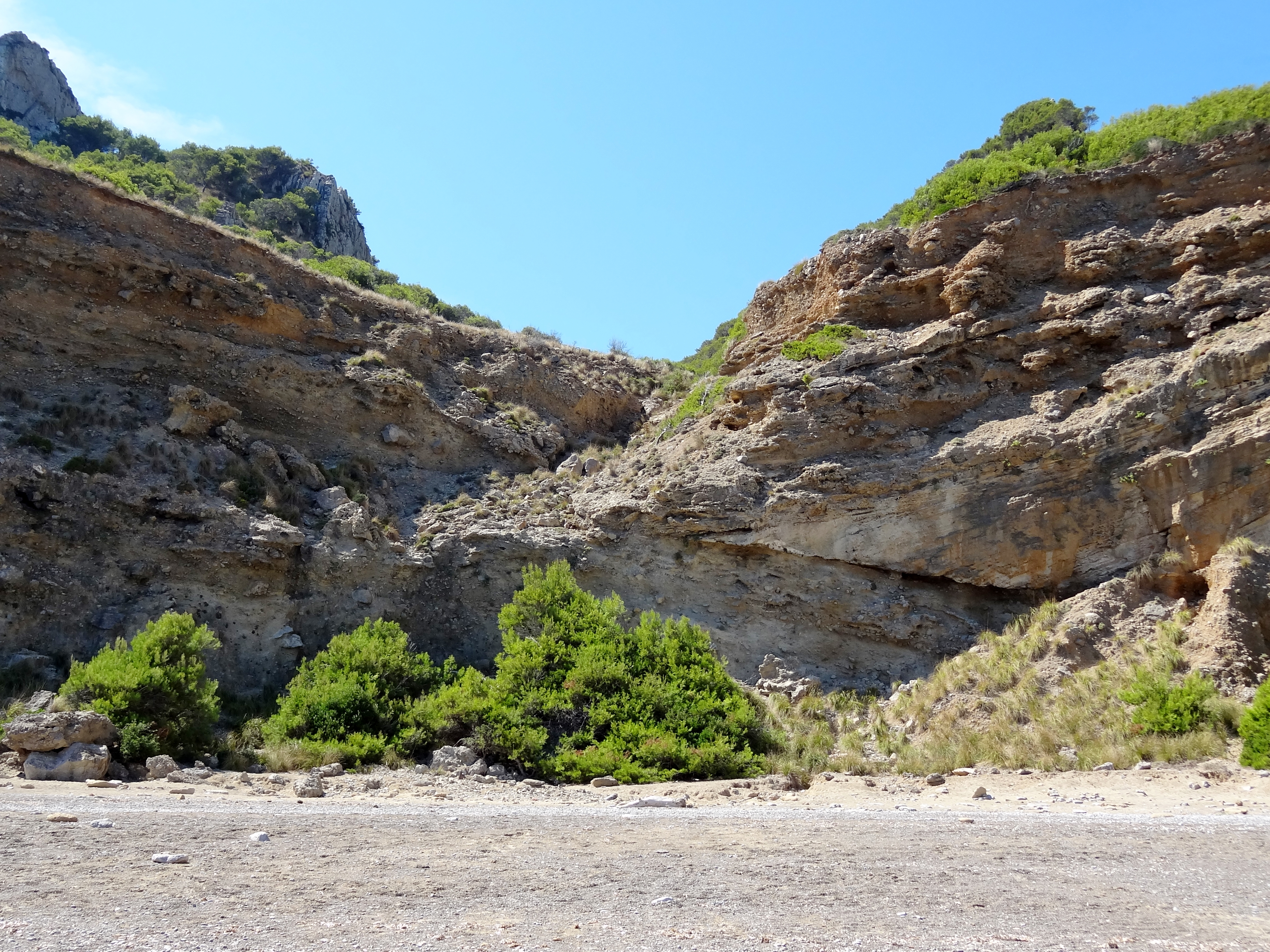
Wasserablaufeinschnitt zum Strand

Benannt ist der Strand nach dem auf einer Höhe von 140 Metern befindlichen Pass mit der Bezeichnung es Coll Baix („der niedrige Pass“) oder nur Coll Baix („Niedriger Pass“) etwa 350 Meter südwestlich der Küstenlinie. Auf dem Pass steht eine Schutzhütte (katalanisch Refugi, kastilisch Refugio) mit einem Wasserspender daneben sowie Bänken und Tischen als Rastplatz. Der Coll Baix ist Endpunkt des Weges Camí de la Muntanya, der bei dem Ort Mal Pas an der Nordküste der Halbinsel zwischen Alcúdia und Bonaire beginnt.
Die kleine Bucht zwischen dem Ausläufer des 342 Meter hohen Puig des Boc („Bocksberg“) und dem Cap de Menorca, an deren Südwestrand die Platja des Coll Baix liegt, wird der Badia d’Alcúdia („Bucht von Alcúdia“) zugerechnet, da das nördliche Cap des Pinar der Halbinsel Victòria weiter in die offene See hinausragt, als das Cap de Menorca im Süden. Nördlich der Halbinsel erstreckt sich die Badia de Pollença („Bucht von Pollença“).
Der nach Nordosten zum Meer offene Strand Platja des Coll Baix wird an der Landseite von steilen Felswänden eingerahmt, die etwa in der Mitte durch einen Regenwasserablauf unterbrochen sind. Bei Starkregen bildet sich hier ein kleiner Wasserfall. Oberhalb der Abbruchkante bedeckt Kiefernwald die dafür geeigneten Flächen. Das Gelände steigt nördlich des Coll Baix bis auf 445 Meter Höhe zum Talaia d’Alcúdia oder Talaia de la Victória an, der höchsten Erhebung der Halbinsel Victòria, benannt nach der Ruine eines auf ihr stehenden Wachturms (katalanisch Talaia) aus dem 16. Jahrhundert.

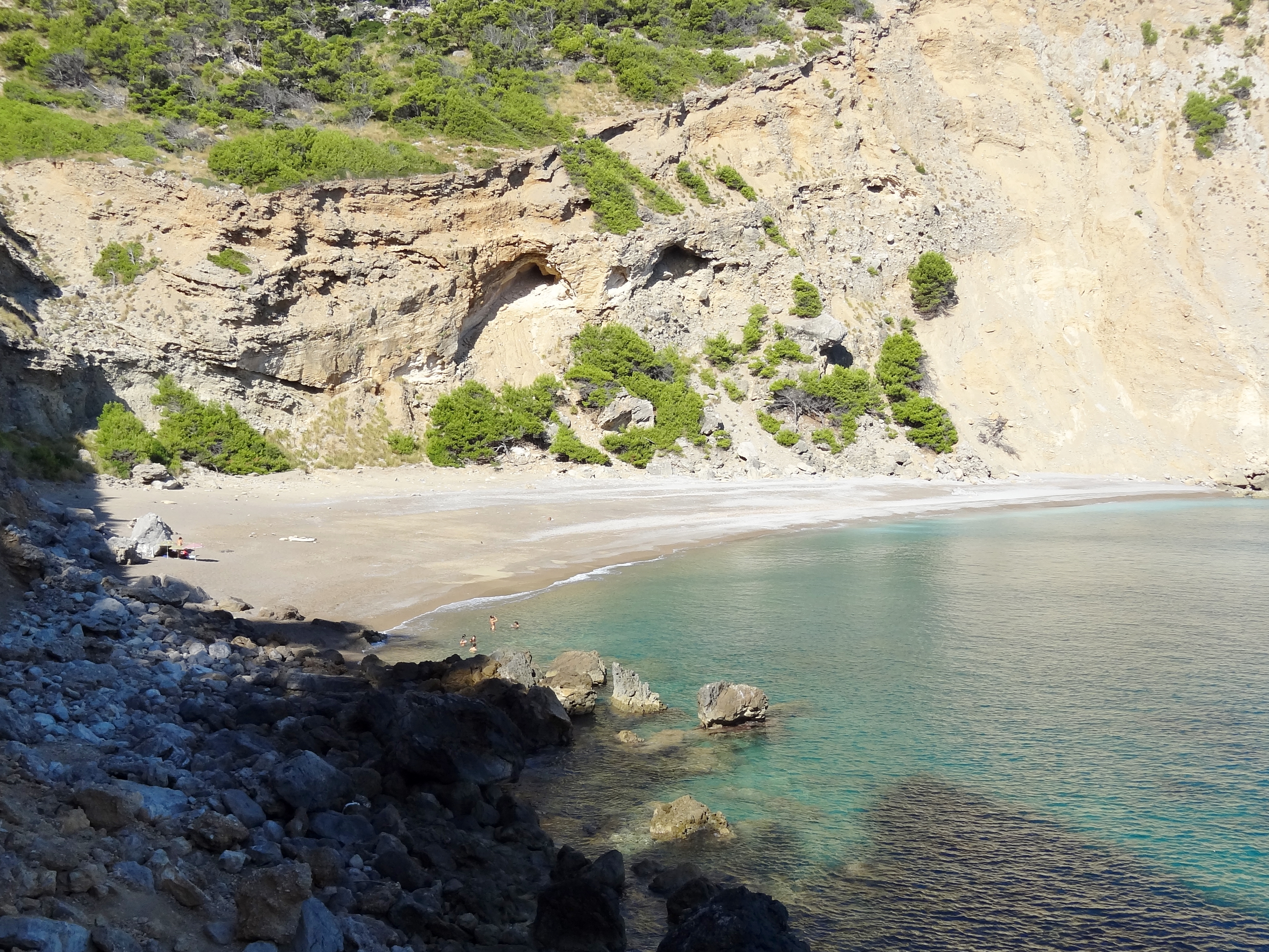
Gesamtansicht des Strandes

Auf dem Strand selbst gibt es kaum Vegetation. Dies ist dem Kieseluntergrund geschuldet, der bei stürmischer See oft ausgewaschen wird. Im Norden und Südosten begrenzen abgerutschtes Geröll und größere Felstrümmer den Strand. Im hinteren Bereich, am Fuß der Felswände, stehen einige kleingewachsene Aleppo-Kiefern zwischen Dissgrasbewuchs. Vereinzelt zeigen sich Stranddisteln und Dünen-Trichternarzissen. In den Felswänden nahe dem Strand klettern zeitweise verwilderte Ziegen. Der sogenannte Balearische Ziegenbock (Boc Balear), auch Mallorquinische Wildziege (Cabra Salvatge Mallorquina) oder „Feine“ Ziege (Fina), eine Unterform der Hausziege, ist vom 1. September bis 15. Juli jagbares Wild auf Mallorca, auch auf der Halbinsel Victòria.
Durch die Abgeschiedenheit und schwierigen Zugänglichkeit ist die Platja des Coll Baix nur wenig besucht. Trotzdem ist der Strand Zielpunkt einiger Wanderer, aber auch privater Boote und Ausflugsschiffe. Ausflüge zur Platja des Coll Baix werden vor allem von Port d’Alcúdia aus angeboten. Meist halten sich diese Schiffe jedoch nicht lange vor dem Ufer auf, so dass bei wechselnden Besuchern der Strand kaum eine starke Belegung aufweist. Wegen der Lage im Naturschutzgebiet gibt es hier keine zu mietenden Liegen und Sonnenschirme, wie an vielen Stränden Mallorcas üblich. Auch eine Bebauung ist in keiner Art vorhanden.

## Zugang

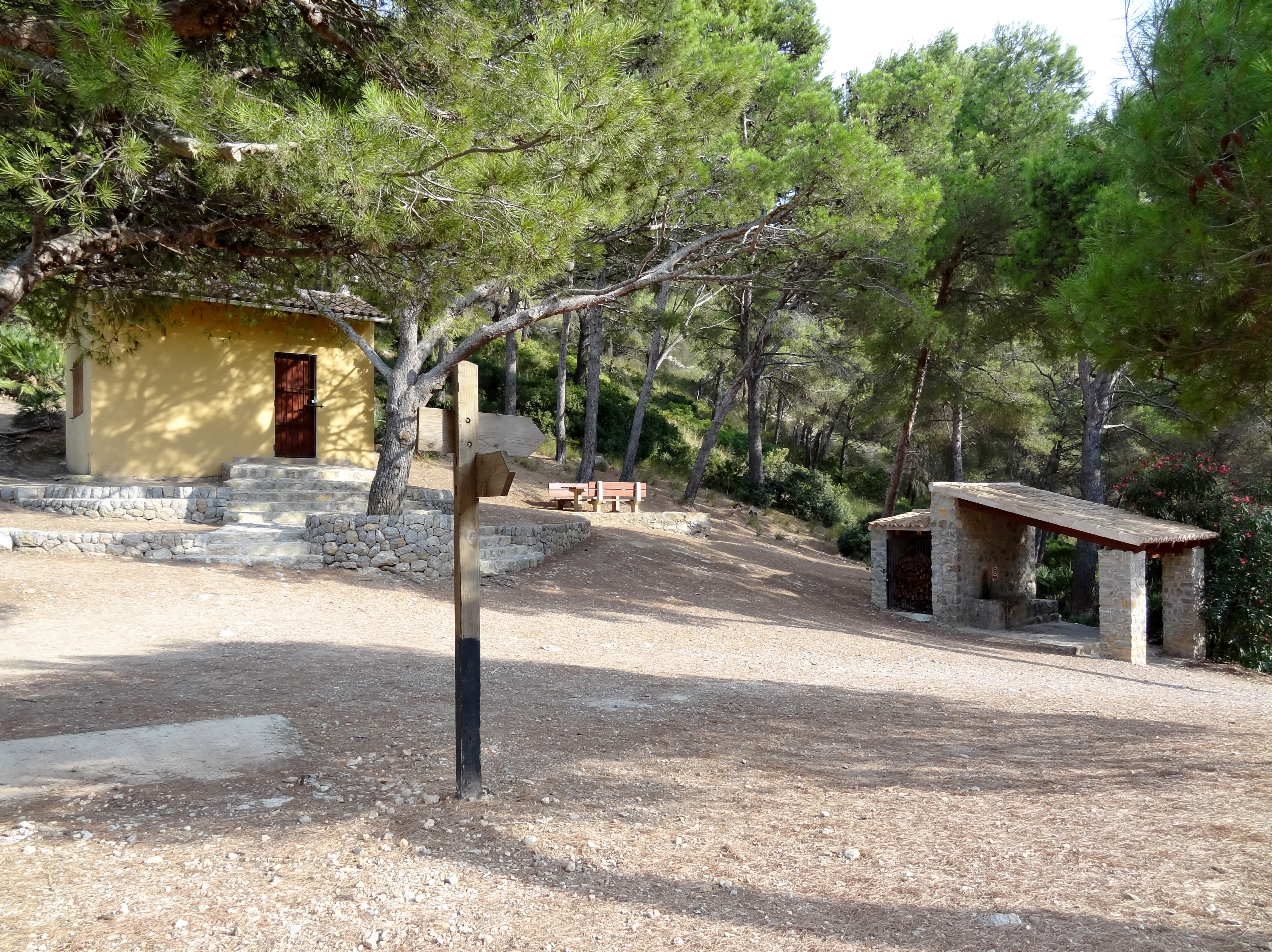
Schutzhütte auf dem Coll Baix

Neben der Erreichbarkeit über das Meer führen zwei Wege zum Pass Coll Baix. Zum einen ein Wanderweg vom Parkplatz an der Ermita de la Victòria über den Talaia d’Alcúdia und den Puig des Boc, zum anderen der befahrbare Camí de la Muntanya von Mal Pas. Unterhalb des Passes befindet sich auf 127 Metern Höhe unter Kiefern ein Parkplatz. Nach dem Passieren der Schutzhütte (Refugi) auf dem Coll Baix führt rechtsseitig ein schmaler Weg entlang eines Berghangs im Kiefernwald etwa 500 Meter Richtung Nordosten. Dann lichtet sich der Wald und der Weg geht bergab in Serpentinen über. Er endet über den Küstenfelsen ungefähr 200 Meter nordöstlich des Strandes. Die Felsen müssen beschwerlich überklettert werden, um die Platja des Coll Baix zu erreichen.